# نيسرية رمادية
نيسرية رمادية (الاسم العلمي: Neisseria cinerea) هي نوع من البكتيريا تتبع جنس النيسرية من فصيلة نظيرات النيسرية.